# Central de energía de Bankside

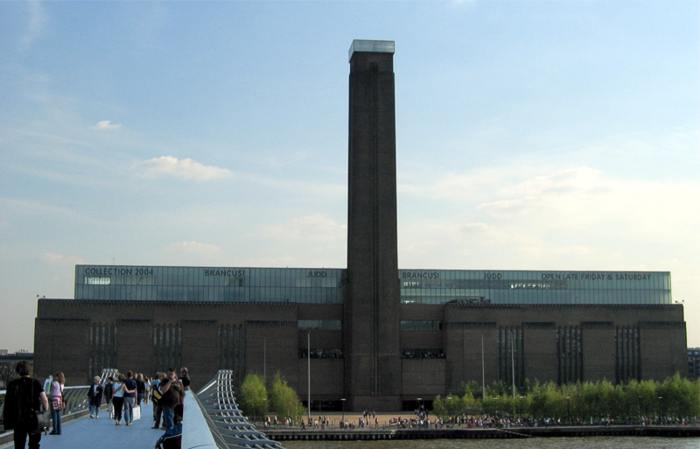
La Central de Energía de Bankside tras su reconversión en Tate Modern.

La Central de Energía de Bankside (en inglés: Bankside Power Station) es una antigua central térmica ubicada en la ribera sur del río Támesis en el distrito de Bankside de Londres. Desde el 12 de mayo de 2000 es la sede de Tate Modern, y acoge en su interior la Colección Británica de arte moderno.
Fue una central eléctrica muy reconocida en su momento, que abastecía a la ciudad y a parte del norte Southwark, hasta que en 1981 fue cerrada por la creación de nuevas plantas de energía de mayor potencia. Además era muy contaminante.[cita requerida]
Diseñado originalmente por Sir Giles Gilbert Scott,[cita requerida] el edificio es un rectángulo de 200 metros de largo, con estructura de acero revestida de ladrillo, con una chimenea central de 99 metros de altura, que fue rebajada para que fuera ligeramente más baja que la catedral de San Pablo. La actuación llevada a cabo por los arquitectos suizos Herzog & de Meuron para reconvertirlo en museo respetó en gran medida el edificio original, de forma que tanto la estructura original de acero como el revestimiento de ladrillo de fachada se mantiene actualmente, dándole su característico aspecto exterior. 
La construcción de la nueva central de energía de Bankside fue propuesta en 1947, y el diseño de Gilbert Scott fue aprobado en menos de un año, a pesar de la importante oposición local al proyecto.[cita requerida]
La construcción se dividió en varias fases, y no fue completada hasta 1963. La primera fase fue la sección oeste del edificio, y fue inaugurada y puesta en funcionamiento en 1952.